# Lorighittas
Les lorighittas (« petits anneaux » en sarde) sont une sorte de pâtes typiques du village de Morgongiori, au pied du mont Arci en Sardaigne. Elles sont reconnues comme aliment traditionnel et peuvent ainsi recevoir le titre de « produit agroalimentaire traditionnel italien » (Prodotti agroalimentari tradizionali italiani).